# Alienikon
Alienikon (the 27th album composed by Michel Huygen) is een studioalbum Michel Huygen, dit keer uitgebracht onder de groepsnaam Neuronium. Het is opgenomen in de Neuronium Studio in Barcelona. Thema van deze kosmische muziek binnen de elektronische muziek is buitenaards leven.
De uitleg van Huygen bij dit album:

Alienikon is my hope towards other worlds. For my beloved friends and those...

...who feel more from "up there" than from "down here".

## Musici
Michel Huygen speelt alle instrumenten, behalve Santi Pico (een oude muzikale vriend uit de begintijd van Neuronium) speelt gitaar op de titeltrack.

## Muziek
| Nr. | Titel                    | Duur  |
| --- | ------------------------ | ----- |
| 1.  | Cybernia (Huygen)        | 15:47 |
| 2.  | Tolerancia (Huygen)      | 3:41  |
| 3.  | Via eliptica (Huygen)    | 13:03 |
| 4.  | Hyperhypnose (Huygen)    | 6:35  |
| 5.  | A;ienikon (Huygen)       | 21:23 |
| 6.  | Dernier mesaage (Huygen) | 3:34  |